# ویولا لارنس

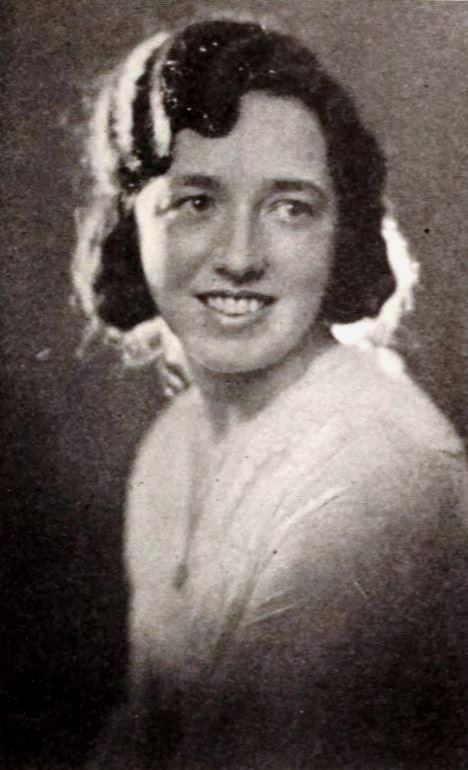
ویولا لارنس

ویولا لارنس (انگلیسی: Viola Lawrence) از دید بسیاری نخستین تدوین‌گر زن در هالیوود محسوب می‌شود. وی دو بار نامزد جایزه اسکار بهترین تدوین شد.

## زندگی شخصی
او در سن ۱۱ سالگی در استودیو ویتاگراف در فلت بوش، بروکلین به عنوان یک پیام رسان شروع به کار کرد. در ۱۲ سالگی، او کارت‌های عنوان را در دست داشت. در سال ۱۹۱۵، او پس از آنا مک نایت، که در ویتاگراف نیز کار می‌کرد، دومین فیلم برش زن در تاریخ سینما شد. او با فرانک لارنس، معلم برش فیلم خود در ویتاگراف ازدواج کرد.

## گزیده فیلم‌شناسی
- بولداگ درومند (۱۹۲۹)
- آقای جردن وارد می‌شود (۱۹۴۱)
- خواهر من آیلین (۱۹۴۲)
- دختر مدل (۱۹۴۴)
- بانویی از شانگهای (۱۹۴۷)
- گذشته تاریک (۱۹۴۸)
- در مکانی پرت (۱۹۵۰)
- سالومه (۱۹۵۳)
- داستان میامی (۱۹۵۴)
- جین ایگلز (۱۹۵۷)
- پپه (۱۹۶۰)